# Johanna van Hasselt-Barth
Johanna van Hasselt-Barth bzw. Johanna von Hasselt-Barth (23. Februar 1841 in Wien – 8. Februar 1918 in Berlin) war eine deutsche Opernsängerin (Sopran).

## Leben
Die Tochter von Anna Maria Wilhelmine van Hasselt-Barth und Gustav Barth begann ihre Bühnentätigkeit 1861 (oder 1866/1867 in St. Gallen) und beendete dieselbe 1885. Sie wirkte sowohl als Opernsoubrette, Koloratursängerin wie als muntere Liebhaberin und erzielte in ihren Engagements Augsburg, Würzburg, Mainz, Straßburg, Breslau, an den Hoftheatern in Hannover, Coburg (1870 bis 1872), Karlsruhe, Königsberg (1884 bis 1885) etc. großen Beifall sowohl als „Ännchen“, „Zerline“, „Rosine“, „Dinorah“, „Susanne“ etc. wie als „Picarde“, „Madeleine“ in „Urbild des Tartüffe“, „Franziska“ in Minna von Barnhelm, „Puck“ etc. Von der Bühne zurückgezogen, hatte sie sich in Berlin niedergelassen, wo sie als erfolgreiche Gesangslehrerin wirkte.